# V. Craig Jordan

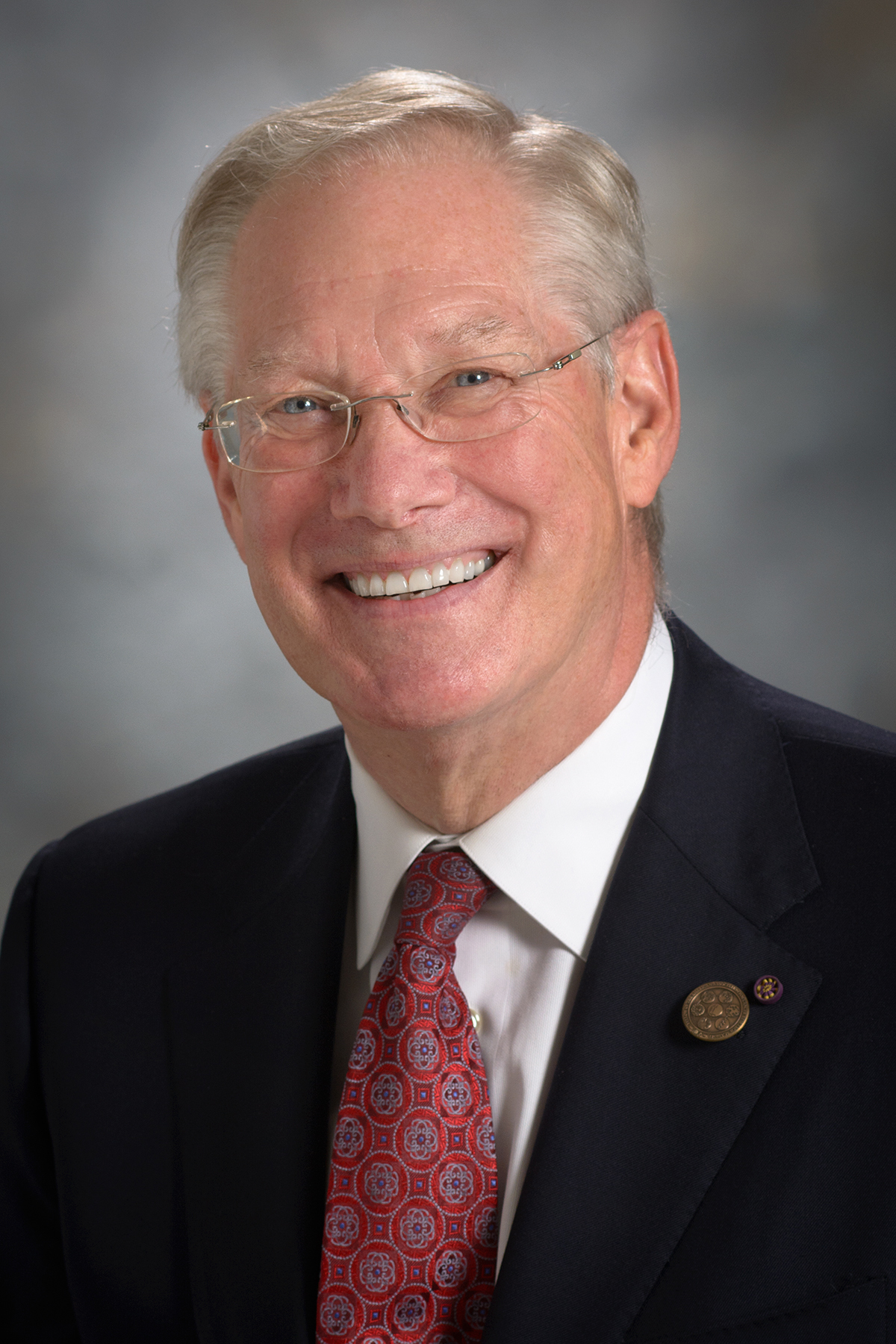
V. Craig Jordan 2015

Virgil Craig Jordan OBE CMG (* 25. Juli 1947 in New Braunfels, Texas; † 9. Juni 2024 in Houston, Texas) war ein britisch-US-amerikanischer Pharmakologe. Er ist bekannt für die Einführung von Tamoxifen in die Chemotherapie gegen Brustkrebs.

## Leben
Jordan zog noch als Kind mit seinen britischen Eltern nach England. Er interessierte sich früh für Chemie und studierte Pharmakologie an der University of Leeds mit dem Abschluss 1969 und der Promotion 1972. Als Post-Doktorand war er an der Worcester Foundation for Experimental Biology in Shrewsbury (Massachusetts) und wurde 1974 Lecturer in Pharmakologie an der University of Leeds. 1979 war er am Ludwig Institute for Cancer Research der Universität Bern. 1980 ging er an die University of Wisconsin–Madison, an der er 1985 eine volle Professur erhielt. 1993 wurde er Professor für Krebs-Pharmakologie an der Medical School der Northwestern University in Chicago und leitete das Forschungsprogramm zu Brustkrebs am Robert H. Lurie Comprehensive Cancer Center der Northwestern University. Ab 1999 war er dort Diana Princess of Wales Professor of Cancer Research. 2005 wurde er Alfred G. Knudson Professor für Krebsforschung am Fox Chase Cancer Center in Philadelphia. Danach war er wissenschaftlicher Direktor am Lombardi Comprehensive Cancer Center der Georgetown University, bevor er Professor für Onkologie am MD Anderson Cancer Center der University of Texas in Houston wurde.
V. Craig Jordan starb am 9. Juni 2024 in seinem Zuhause im texanischen Houston im Alter von 76 Jahren an den Folgen einer Erkrankung an Nierenkrebs.

## Werk
In seiner Dissertation befasste er sich mit den Wirkungen von Triphenylethylen und dessen Derivaten im Körper. Imperial Chemical Industries (ICI) hatte gehofft, mit dieser Substanz, die Anti-Östrogen-Effekte hatte, eine Pille für danach zu entwickeln, stattdessen zeigte sich aber bei Tests, dass die Chancen für eine Befruchtung bei Einnahme stiegen. Seine Doktorarbeit wurde von Arthur Walpole begutachtet, der bei ICI die pharmakologische Entwicklung von Triphenylethylen verantwortete (Codename der Substanz war ICI 46474). Walpole vermittelte Jordan eine Post-Doktorandenstelle an der Worcester Foundation for Experimental Biology in Massachusetts und regte ihn dazu an, die mögliche Verwendung von Triphenylethylen als Chemotherapeutikum gegen Brustkrebs zu untersuchen. Die Grundidee war, dass die Substanz die Andockstellen von Östrogen in den Brustkrebszellen blockieren würde und so das Wachstum des Tumors unterbinden würde. In Experimenten mit Ratten entdeckte Jordan zuvor, dass Östrogen für das anfängliche Wachstum induzierter Brustkrebs-Tumore nötig war. Mit Tamoxifen (ein Derivat von Triphenylethylen) konnte er das Brustkrebswachstum bei Ratten stoppen. Seine Arbeit wurde anfangs kritisch aufgenommen und konnte erst 1976 veröffentlicht werden.  Schon 1978 wurde Tamoxifen für Brustkrebspatientinnen in den USA zugelassen.
Jordan fand in den 1970er Jahren, dass Tamoxifen über mehrere Jahre verabreicht werden musste, um effektiv gegen Brustkrebs zu sein (schließlich schälte sich eine Standardperiode von fünf Jahren heraus). Da Östrogen für das kardiovaskuläre System und das Knochenwachstum von Frauen wichtig war bestand die Befürchtung, dass die langjährige Gabe von Tamoxifen zu Osteoporose und Herzkrankheiten führen könnte. In einer 1992 veröffentlichten Studie an 140 Patientinnen in der Post-Menopause mit Brustkrebs in ihrer Krankengeschichte konnte dies jedoch ausgeräumt werden: der Cholesterol-Spiegel sank vielmehr gegenüber der Kontrollgruppe und die Knochendichte nahm zu. Dies zeigte, dass Tamoxifen und das verwandte Raloxifen (das auch als Medikament gegen Osteoporose verwendet wird) nicht überall Östrogen blockierten, sondern selektiv wirkten (Selektiver Estrogenrezeptormodulator, SERM).
Später wandte er sich der Frage der Ausbildung von Resistenz von Brustkrebs-Tumoren gegen Tamoxifen zu und der schon länger bekannten, den bisherigen Erfolgen mit den Östrogen-Rezeptoren blockierenden Substanzen in der Chemotherapie scheinbar widersprechenden Tatsache, dass Östrogen bei manchen Brustkrebs-Tumoren das weitere Wachstum hemmt. Mitte der 1980er Jahre konnte man Tamoxifen-resistente Brustkrebstumore im Mausmodell untersuchen und in Jordan´s Labor fand man in den 1990er Jahren, dass diese durch Behandlung mit Östrogen schrumpften. Er vermutet, dass die lange Zeit Östrogen-blockierten Krebszellen auf eine plötzliche Östrogen-Gabe selbst bei niedriger Dosis überreagierten, was den Zelltod auslöst und schlug eine niedrig-dosierte Östrogen-Behandlung bei Tamoxifen-resistenten Tumoren vor und als Vorsorge bei Patientinnen mehrere Jahre nach der Menopause.

## Ehrungen und Mitgliedschaften
2003 erhielt er den Kettering-Preis, 2008 den David A. Karnofsky Award und 2011 den St. Gallen Preis. Er war Mitglied der National Academy of Sciences und Fellow der Academy of Medical Sciences. Er war OBE (2003) und Ehren-Fellow der Royal Society of Medicine. 1985 erhielt er einen Ehrendoktor (D.Sc.) der University of Leeds.

## Schriften
- S. R. Cummings, V. C. Jordan u. a.: The effect of raloxifene on risk of breast cancer in postmenopausal women: Results from the MORE randomized trial. Multiple Outcomes of Raloxifene Evaluation,. JAMA: the Journal of the American Medical Association, Band 281, 1999, S. 2189–2197, PMID 10376571
- V. C. Jordan: Tamoxifen: catalyst for the change to targeted therapy, European J. Cancer, Band 44, 2008, S. 30–38, PMID 18068350
- V. C. Jordan: Tamoxifen (ICI 46,474) as a targeted therapy to treat and prevent breast cancer. Br. J. Pharmacol., Band 147, Suppl. 1,  2006, S. 269–276.
- V. C. Jordan: The 38th David A. Karnofsky Lecture: The paradoxical actions of estrogen in breast cancer – survival or death,  J ClinOncol., Band 26,  2008, S. 3073–3082.